# ГЕС-ГАЕС Гінтермур
ГЕС-ГАЕС Гінтермур (нім. Wasserkraftwerk Hintermuhr) — гідроелектростанція в Австрії у федеральній землі Зальцбург. Гідроелектростанція розташована у верхів'ях річки Мур (ліва притока Драви), на східному кордоні Високого Тауерну.
Від свого витоку Мур кілька кілометрів тече у північно-східному напрямку, після чого повертає на південний схід і прямує уздовж хребта, на якому має свій початок. Тут він послідовно приймає праві притоки, що стікають з того ж гірського масиву: Мурітценбах (нім. Muritzenbach), Ротгюльденбах (нім. Rotgüldenbach), Альтенбергбах (нім. Altenbergbach). На Ротгюльденбаху на початку 1990-х спорудили кам'яно-накидну греблю висотою 45 метрів і довжиною 273 метри, яка створила водосховище Ротгюльдензе об'ємом 14,9 млн м3. До останнього також перекидається ресурс із згаданих сусідніх долин Альтенбергбаху, Мурітценбаху та верхнього Мура.
Від водосховища до машинного залу прямує дериваційний тунель довжиною 6 км. Він прокладений під горою, яка відокремлює долини Ротгюльденбаху та Альтенбергбах, та створює напір у 601,35 метри.
Первісно станцію обладнали однією турбіною типу Пелтон потужністю 36 МВт. У період з 2006 по 2008 рік до неї додали оборотну турбіну типу Френсіс потужністю 68 МВт, доповнивши таким чином можливості станції функцією гідроакумуляції. Як верхній резервуар при цьому використовується Ротгюльдензеє, як нижній — водосховище Елльшютцен (нім. Öllschützen), створене у 1922 році на Мурі для ГЕС Мурфалль (нім. Kraftwerk Murfall) потужністю 0,78 МВт. Елльшютцен має об'єм у 0,3 млн м3 та з'єднане із підземним машинним залом тунелем довжиною 1,7 км.
З енергосистемою станцію зв'язує ЛЕП, що працює під напругою 110 кВ.